# Karlovo náměstí (métro de Prague)
Karlovo náměstí est une station de métro à Prague, en Tchéquie. Située sur la ligne B du métro de Prague entre Anděl et Národní třída, elle est ouverte depuis le 2 novembre 1985.